# کریستینا آنکویچ
کریستینا آنکویچ (لهستانی: Krystyna Ankwicz؛ ‏ ۴ آوریل ۱۹۰۷ – ۶ اوت ۱۹۸۵) بازیگر اهل لهستان بود.
از فیلم‌ها یا مجموعه‌های تلویزیونی که وی در آن‌ها نقش داشته است، می‌توان به یکصد متر عشق اشاره نمود.